# Ouigo

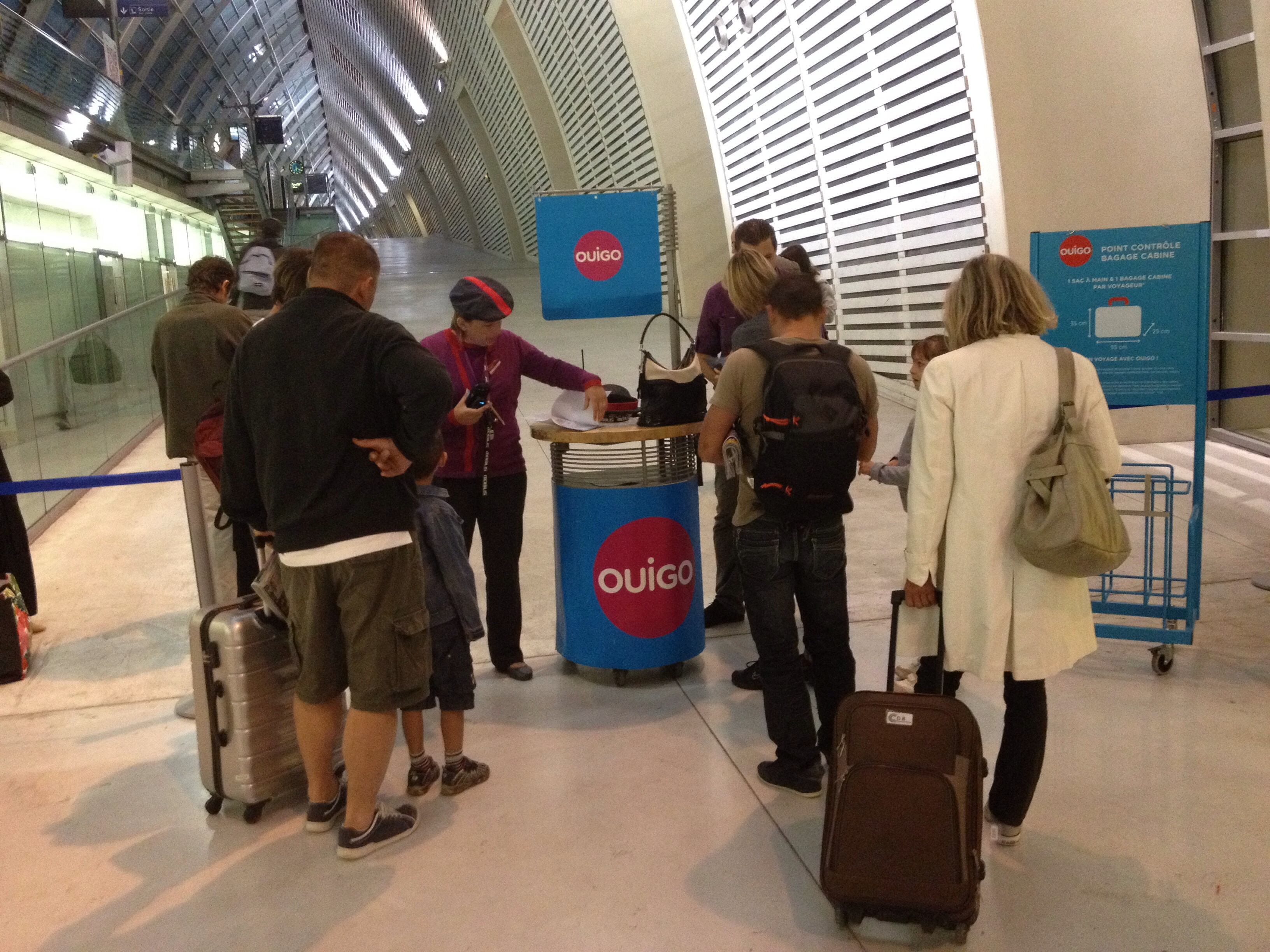
アヴイニョンTGV駅のチェックインデスク

Ouigo（ウィゴー）は、2013年4月よりフランス国鉄 (SNCF) が運行する廉価版TGVの列車名およびサービスである。名称は"Here we go!"をフランス語読みでもじったもので、既存のTGVから独立したSNCFの子会社として運営される。
線路使用料を抑えるため、パリでは都心から東部約30kmに位置し、ディズニーランド・パリに隣接するマルヌ＝ラ＝ヴァレ＝シェシー駅を起点として、フランス南東部のリヨン・サン＝テグジュペリTGV駅、マルセイユ・サン・シャルル駅、モンペリエ・サン＝ロック駅など10駅を結び、2015年末より北部や西部の8駅にも乗り入れを拡大した。LCC同様の需給曲線に基づくイールドマネジメントを取り入れ、2013年に160万人、2020年に250万人の利用を見込んでいる。
2017年夏よりストラスブールやボルドーにも乗り入れる
従来は郊外部の発着に終始していたが、2017年12月よりパリ都心部のモンパルナス駅とボルドー、ナント、レンヌを結ぶ系統を新設すると、2018年7月にはパリ東駅とモンペリエを結ぶ系統、12月には同じくパリ都心部のリヨン駅およびリール都心部のフランドル駅とマルセイユを結ぶ系統の運行を開始した。このように線路使用料の高くなる都心部のターミナルを選ぶようになったのはフランスへの本格参入をうかがっているトレニタリア系列のオープン・アクセス・オペレーターであるテッロを牽制する意向とみられている。

## 歴史
- 2012年10月19日 - Ouigo専用編成が落成し、試運転を開始。
- 2013年2月19日 - SNCF会長のギヨーム・ペピ（英語版）が4月2日運行開始と発表する。
- 2013年2月20日 - 予約受付を開始する。
- 2013年4月2日 - 運行開始。
- 2013年9月12日 - チケット販売数が100万枚を突破[8]
- 2014年4月1日 - チケット販売数が250万枚を突破[9]
- 2015年12月13日 - 運行区間をLGV北線・LGV大西洋線に拡大[10]
- 2017年7月2日 - 運行区間をLGV東ヨーロッパ線とこの日に開業するLGVブルターニュ-ペイ・ド・ラ・ロワール線、LGV南ヨーロッパ大西洋線に拡大予定[3]。
- 2019年にはドラゴンボール超 ブロリーの公開を記念して、2月24日から現地の公開日前日の3月12日までドラゴンボールのキャラクターをデザインした特別カラーの列車が運行された[11]。
- 2021年5月 - スペインにてオープンアクセスオペレーターOuigo Españaとしてマドリードーバルセロナ間で運行開始[12]。

## サービス・運賃
一部車両を対象とした既存の格安サービスiDTGVとは異なり、専用ウェブサイトで3か月前に購入する価格では片道大人10ユーロ、小人5ユーロで、全席の25%を25ユーロ以下で販売する。後にオンライン旅行代理店のCaptain Train(英語版)での販売も解禁している。
運賃例としてパリ - マルセイユ間は、3か月前通常価格のTGVで70ユーロ、エールフランスで50ユーロ、iDTGVで35ユーロ、ライアンエアで34.23ユーロ、3か月前までの早期予約サービスTGV Prem'sで25ユーロに対し、Ouigoは25ユーロである。

### 制限事項など
- 持ち込み手荷物は乗客1人当たり1人1個（55cm×27cm×15cm）が無料、2個目以降は予約で5ユーロ、当日10ユーロの追加料金が必要となる[15]。
- 乗車券は乗車4日前に携帯電話のSMSで発券される。購入は発車時刻の4時間前まで可能[15]。
- 車内改札の廃止により乗車駅ではチェックインが必要であり、発車30分前に締切となる[16]。
- 出発駅での乗車ホームなどのSMS通知サービスは1ユーロ、座席の電源使用は2ユーロ、ペットの同伴は30ユーロの追加料金が必要[15]。

### アクセス
- パリ：マルヌ＝ラ＝ヴァレ＝シェシーから都心（リヨン駅）まではRER A線で40分、片道7.3ユーロ。
- リヨン：サン＝テグジュペリTGV駅から都心（パールデュー駅）までは高速トラムのローヌ・エクスプレスで約30分、片道13.5（オンライン）から15ユーロ（券売機）。
- リール：トゥールコワン駅から都心（リール＝フランドル駅、リール・ユーロップ駅）までフランス国鉄在来線で約15分、または隣接するトゥールコワン・セバストポル駅からリールメトロ2号線で約30分。

## 運行系統
4月以降の運行ダイヤはマルセイユ系統が1日2往復（土曜のパリ方面行きは3本）、モンペリエ系統が1日1往復（日曜のモンペリエ方面行きは2本）である。リヨン系統は空港駅だけではなく市内駅発着もあり、リヨン発着で南仏方面への路線も運行される。
2017年7月よりボルドーやストラスブールにもサービスを拡大する
| 始発駅                           | 終着駅                           | 運行開始時期   | 本数/週 |
| -------------------------------- | -------------------------------- | -------------- | ------- |
| マルヌ＝ラ＝ヴァレ＝シェシー駅   | マルセイユ・サン・シャルル駅     | 2013年4月2日   | 14      |
| マルヌ＝ラ＝ヴァレ＝シェシー駅   | モンペリエ・サン＝ロック駅       | 2013年4月2日   | 9       |
| マルヌ＝ラ＝ヴァレ＝シェシー駅   | リヨン・パールデュー駅           | 2013年4月2日   | 2       |
| マルセイユ・サン・シャルル駅     | マルヌ＝ラ＝ヴァレ＝シェシー駅   | 2013年4月2日   | 14      |
| マルセイユ・サン・シャルル駅     | リヨン・ペラーシュ駅             | 2013年4月2日   | 7       |
| モンペリエ・サン=ロシュ駅        | マルヌ＝ラ＝ヴァレ＝シェシー駅   | 2013年4月2日   | 5       |
| モンペリエ・サン=ロシュ駅        | リヨン・ペラーシュ駅             | 2013年4月2日   | 1       |
| リヨン・ペラーシュ駅             | マルヌ＝ラ＝ヴァレ＝シェシー駅   | 2013年4月2日   | 7       |
| リヨン・ペラーシュ駅             | マルセイユ・サン・シャルル駅     | 2013年4月2日   | 7       |
| リヨン・ペラーシュ駅             | トゥールコワン駅                 | 2015年12月13日 | 7       |
| リヨン・ペラーシュ駅             | ナント駅                         | 2015年12月13日 | 1       |
| トゥールコワン駅                 | ナント駅                         | 2015年12月13日 | 7       |
| トゥールコワン                   | レンヌ駅                         | 2015年12月13日 | 14      |
| トゥールコワン                   | リヨン・パールデュー駅           | 2015年12月13日 | 7       |
| レンヌ                           | リヨン・パールデュー駅           | 2015年12月13日 | 1       |
| レンヌ                           | トゥールコワン                   | 2015年12月13日 | 7       |
| ナント                           | トゥールコワン                   | 2015年12月13日 | 7       |
| トゥールコワン                   | マルセイユ・サン・シャルル駅     | 2017年7月2日   | 7       |
| マルセイユ・サン・シャルル駅     | トゥールコワン                   | 2017年7月2日   | 7       |
| レンヌ                           | ストラスブール                   | 2017年7月2日   | 7       |
| ストラスブール                   | マルヌ＝ラ＝ヴァレ＝シェシー駅   | 2017年7月2日   | 7       |
| マルヌ＝ラ＝ヴァレ＝シェシー駅   | ストラスブール                   | 2017年7月2日   | 7       |
| マッシーTGV駅                    | ナント                           | 2017年7月2日   | 7       |
| マッシーTGV駅                    | ボルドー＝サン＝ジャン駅         | 2017年7月2日   | 7       |
| ボルドー＝サン＝ジャン駅         | マッシーTGV駅                    | 2017年7月2日   | 7       |
| シャルル・ド・ゴール空港第2TGV駅 | ボルドー＝サン＝ジャン駅         | 2017年7月2日   | 7       |
| ボルドー＝サン＝ジャン駅         | シャルル・ド・ゴール空港第2TGV駅 | 2017年7月2日   | 7       |
| モンペリエ・サン=ロシュ駅        | シャルル・ド・ゴール空港第2TGV駅 | 2017年7月2日   | 2       |
| シャルル・ド・ゴール空港第2TGV駅 | リヨン・パールデュー駅           | 2017年7月2日   | 2       |

途中停車駅はリヨン・サン＝テグジュペリTGV駅、ヴァランスTGV駅、アヴィニョンTGV駅、エクス＝アン＝プロヴァンスTGV駅、ニーム駅である。

## 車両

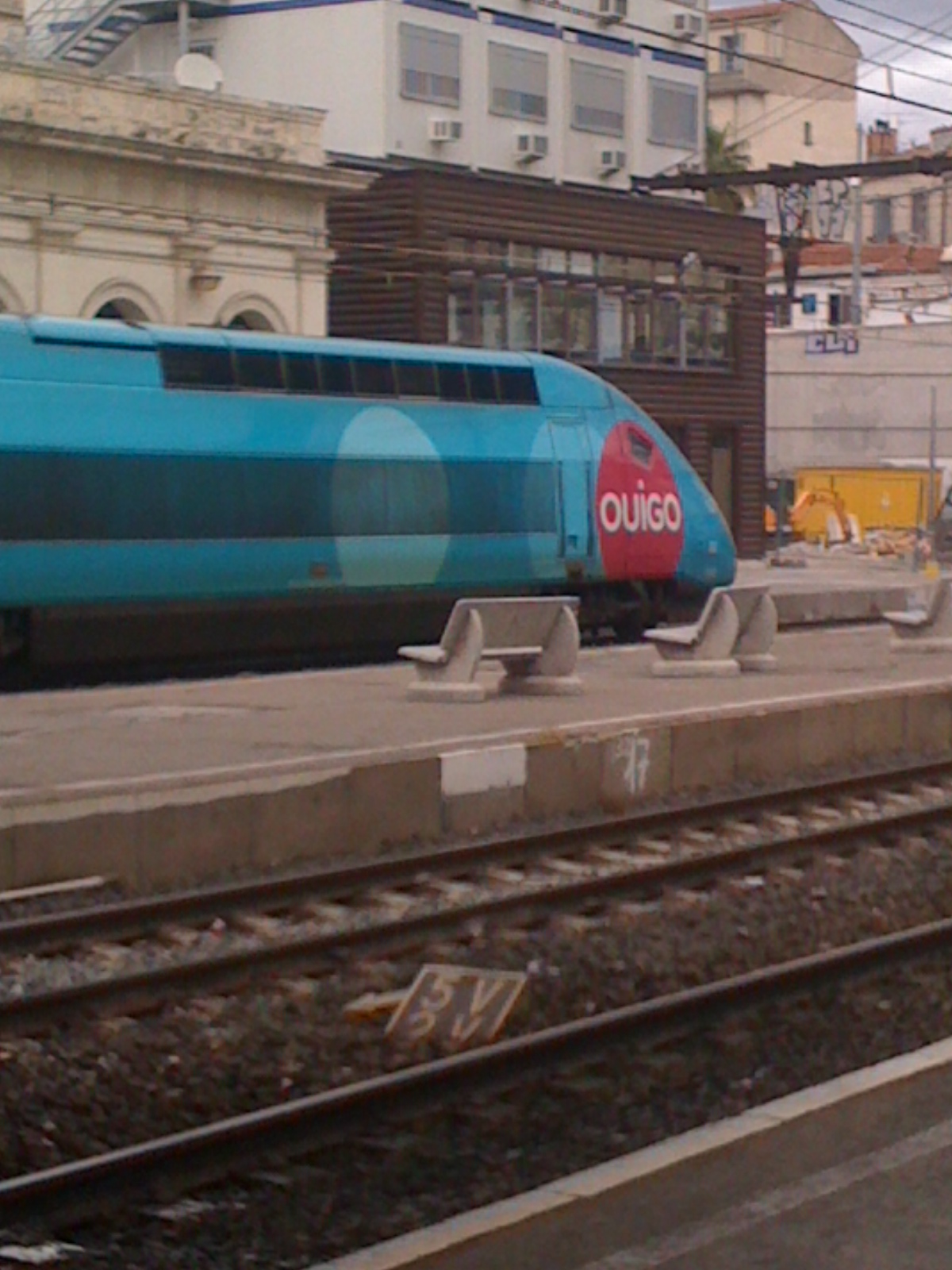
試運転中のOuigo

TGV Duplex（Dasye編成）のうち、4編成（編成番号721 - 724）をベースに一等席やバー（ビュフェ）、荷物スペースを撤去して全車二等席に改修した。改修後の編成番号は760 - 763となっている。一部の客室の座席配列は1-3の4アブレストである。2編成併結時の座席定員は1,268席で、従来のDuplex併結編成（1,032席）よりも旅客輸送力が20%向上している。うち3編成はスカイブルーの専用色とされ、編成両端の動力車にはOuigoのロゴを配している。
また2015年末からの運行エリア拡大に伴い、原型編成のうちアトランティック車両基地所属の編成番号241、244、245、246の4編成もOuigo仕様となった。
| 編成番号 | 動力車 | 1      | 2      | 3      | 4      | 5      | 6      | 7      | 8      | 動力車 |
| -------- | ------ | ------ | ------ | ------ | ------ | ------ | ------ | ------ | ------ | ------ |
| 760      | 29819  | 291760 | 292760 | 293760 | 294760 | 295760 | 296760 | 297760 | 298760 | 29820  |
| 761      | 29821  | 291761 | 292761 | 293761 | 294761 | 295761 | 296761 | 297761 | 298761 | 29822  |
| 762      | 29823  | 291762 | 292762 | 293762 | 294762 | 295762 | 296762 | 297762 | 298762 | 29824  |
| 763      | 29825  | 291763 | 292763 | 293763 | 294763 | 295763 | 296763 | 297763 | 298763 | 29826  |